# 南方州立理工大學
南方州立理工大学（Southern Polytechnic State University)，位于美國喬治亞州瑪麗埃塔的一所公立大學，設立於1948年。2013年11月1日傳出該校將與附近的肯尼索州立大學合併的消息， 2015年1月6日其所屬的喬治亞大學系統批准此決議。

## 外部連結
- 官方网站 （页面存档备份，存于）